# Движение F.I.R.E.
FIRE (англ. Financial Independence, Retire Early — «финансовая независимость, ранний выход на пенсию»; в русской локализации: ТПРУ — Твёрдая Пенсия, Ранний Уход) — это движение, предлагающее жить так, чтобы рано достичь финансовой независимости и уйти на пенсию. Движение FIRE призывает людей много откладывать, мало тратить и инвестировать. Такая модель приобрела некоторую популярность у миллениалов в 2010-е, зародившись в онлайн-сообществах, и распространяясь через блоги, подкасты и онлайн-форумы.

## Подоплёка
Финансовая независимость достигается через агрессивную экономию, гораздо большую чем стандартные 10—15 %, которые обычно рекомендуют специалисты по финансовому планированию. Если предположить, что доходы и расходы постоянны, и если пренебречь процентами со сбережений, получается вот что:
- При сохранении 10 %, будут нужны (1-0,1)/0,1 = 9 лет работы, чтобы накопить на 1 год расходов.
- При сохранении 25 %, будут нужны (1-0,25)/0,25 = 3 года работы, чтобы накопить на 1 год расходов.
- При сохранении 50 %, будут нужны (1-0,5)/0,5 = 1 год работы, чтобы накопить на 1 год расходов.
- При сохранении 75 %, будут нужны (1-0,75)/0,75 = 4 месяца работы, чтобы накопить на 1 год расходов.

Из этого расчёта можно понять, что время до ухода на пенсию значительно сокращается, если сохранять больше, так что участники движения FIRE пытаются сохранять как минимум 50 % своего дохода. При сохранении 75 % дохода уйдёт 10 лет работы на то, чтобы накопить 30-летний запас. 30 лет предлагаются из правила «безопасные 4 % изъятия», которое подразумевает, что при вложении денег в стабильные активы на фондовом рынке можно ежегодно изымать 4 % всех накопленных денег в течение этого срока.
Последователи этого движения вкладывают откладываемые средства в недорогие биржевые инвестиционные фонды (ETF), с небольшой комиссией за управление активами.

## История
Главные идеи, стоящие за движением FIRE, основываются на бестселлере 1992 года «Кошелёк или жизнь» за авторством Вики Робин и Джо Домингеса, а также на книге 2010 года «Экстремально ранний выход на пенсию» Якоба Лунда Фискера.
Эти работы предлагают достичь финансовой независимости при помощи комбинации из скромной жизни и доходов от инвестиций. В частности, во второй книге есть таблица, при помощи которой можно быстро вычислить, как долго вам нужно будет копить, прежде, чем вы сможете уйти на покой.
Начиная с 2011 года блог «Усы Мистера Деньги» — влиятельный голос, который продвигает в массы идею раннего ухода на пенсию через накопления. Другие блоги и подкасты продолжают изучать и продвигать концепцию FIRE, которая активно обсуждается на онлайн-форумах. В 2018 году про движение FIRE много говорили крупные СМИ. Согласно опросу «Гаррис Полл», проведённому в конце года, 11 % обеспеченных американцев в возрасте 45+ слышали о движении FIRE, в то время как другие 26 % знакомы с его идеей.

## В России
В России движение FIRE не так развито, как в США, но есть отдельные энтузиасты. В России гораздо меньше расходы, чем в США и низкие налоги для инвесторов. Но, с другой стороны, низкие доходы и отсутствие финансовой дисциплины у населения.

## Критика
Некоторые критики утверждают, что движение FIRE «только для богатых», указывая, что сложно откладывать значительную долю дохода, когда ты мало зарабатываешь. Другой распространённый упрёк заключается в том, что вышедшие на пенсию ветераны FIRE недостаточно защищены. Так как пенсионная фаза FIRE может в теории длиться 70 лет, критики говорят, что нельзя применять «правило 4 %», надеясь, что такую отдачу на капитал можно будет получать и дальше: у нас нет доказательств, что «правило 4 %» будет работать в течение долгих десятилетий.